# Стракош, Морис
Морис Стракош (англ. Maurice Strakosch; 15 января 1825, Жидлоховице, Моравия — 9 октября 1887, Париж) — пианист, композитор и импресарио чешского происхождения.
Дебютировал как пианист в 11-летнем возрасте в Брюнне, исполняя фортепианный концерт Гуммеля. Из-за отрицательного отношения родителей к музыкальной карьере сына убежал из дома и направился в Вену, где учился у Симона Зехтера и одновременно пел в небольшой оперной труппе. Затем в Италии учился пению у Джудитты Паста, которая, однако, в конечном счёте отговорила его от вокальной карьеры.
В 1843 г. на музыкальном фестивале в Виченце познакомился с Сальваторе Патти. Пятью годами позже выступил как импресарио гастролей труппы Патти в Нью-Йорке, и эти гастроли положили начало как успешной менеджерской карьере Стракоша в США, так и его многолетней связи с семьёй Патти: Стракош женился в 1852 г. на дочери Патти Амалии Патти и был первым импресарио её младшей и самой знаменитой сестры, Аделины Патти, начиная с её дебюта в 1859 г. и вплоть до первого брака в 1868-м, — считается, что Стракош был её важнейшим учителем. Среди других певиц, с которыми Стракош работал как импресарио, были Тереза Пароди, Кристина Нильсон, Мария Хайльброн. У него брала уроки известная американская певица Минни Хаук.
Стракош продолжал изредка выступать как пианист — в частности, играл дуэтом с Оле Буллом во время американских гастролей последнего (1853, в концертах участвовала 10-летняя Аделина Патти). В 1857 г. на нью-йоркской сцене была с успехом поставлена опера Стракоша «Дон Жуан из Неаполя» (итал. Don Giovanni di Napoli); ему также принадлежали фортепианные пьесы и песни.
В 1886 г. в Париже Стракош выпустил небольшую мемуарную книжку «Воспоминания одного импресарио» (фр. Souvenirs d'un imprésario).